# Carnduff (Saskatchewan)
Carnduff ist eine Kleinstadt im kanadischen Bundesstaat Saskatchewan mit 1150 Einwohnern bei der Volkszählung 2021 (2016: 1099 Einwohner) und einer Landfläche von 2,61 km². Es liegt in einer Prärie-Landschaft im äußersten Südosten Saskatchewans, rund 20 Kilometer nördlich der Grenze zu den Vereinigten Staaten und ist umgeben von der Rural Municipality of Mount Pleasant No. 2.
Die Erstbesiedlung begann ab 1882; erste dauerhafte Siedler waren die Brüder John und Richard Carnduff, die sich auf einem Landstück an der geplanten Bahnlinie der Canadian Pacific Railroad niederließen. Das erste Postamt wurde 1886 eröffnet, John Carnduff wurde der erste Postmeister und zugleich der Namensgeber der Siedlung. Da sich zum selben Zeitraum viele weitere kleine Siedlungen in der Gegend gründeten, organisierten die Bewohner ab 1887 eine lokale Landwirtschaftsmesse, die „Carnduff Agricultural Fair“, die bis in die 1950er Jahre Bestand hatte. 1888 wurde die erste Schule errichtet.
Die geplante Bahnlinie, an der der Ort liegen sollte, wurde wegen Wassermangels an der Stelle der Siedlung um etwa drei Kilometer nach Osten 1891 verlegt, damit die Dampflokomotiven versorgt werden konnten. Die bereits bestehende Siedlung wurde deswegen an diese Stelle verlegt. Die Strecke erreichte Carnduff 1892, es wurde ein Bahnhof mit Bahnbetriebswerk errichtet, der bis 1971 betrieben wurde. Die Station führte zu einem großen Zustrom an Siedlern und Händlern. Zeitweise war Carnduff sogar der Sitz des Bezirksgerichtes, bevor es 1902 nach Estevan verlegt wurde.
Die Ernennung zum Village erfolgte 1899, bereits 1903 wurde Carnduff zur Town mit eigener Verwaltung erhoben. Wegen der häufigen Buschfeuer wurde schon 1900 eine öffentliche Feuerwehr eingerichtet (erste Ausstattung: 50 Wassereimer), die kontinuierlich ausgebaut wurde. Bei einem Großbrand im Jahr 1923 im Osten der Stadt wurden allerdings mehrere Gebäude vernichtet, weil auch ein Gebäude des örtlichen „Gunclub“, in dem viel Munition gelagert wurde, gefährdet war und der Löscheinsatz deswegen abgebrochen wurde. Erst durch einige Backsteinbauten am Rand des Stadtzentrums kam der Brand, der hauptsächlich Holzhäuser betraf, zum Stillstand.
Bis in die 1950er Jahre schwankte die Bevölkerungszahl sehr stark zwischen 300 und 600 Bewohnern. Mit der kommerziellen Nutzung der Ölquellen der Umgebung (mehrere Hundert) stabilisierte sich die Zahl und stieg in den folgenden Jahren auf das heutige Niveau. 1957 wurde der Ort mit einem Abwassersystem ausgestattet, 1959 mit einer zentralen Wasserversorgung.
Mit dem Anstieg des Autoverkehrs wurde der Personenverkehr auf der Bahnlinie unwirtschaftlich und wurde 1971 eingestellt. Stattdessen verbinden die Highways 318 und 18 den Ort mit der Außenwelt.
Für statistische Auswertungen ist Carnduff der Saskatchewan Census Division No. 1 zugeordnet.

## Söhne und Töchter der Stadt
- Ernest Charles Manning (1908–1996), Premier der Provinz Alberta von 1943 bis 1968